# Steigerts

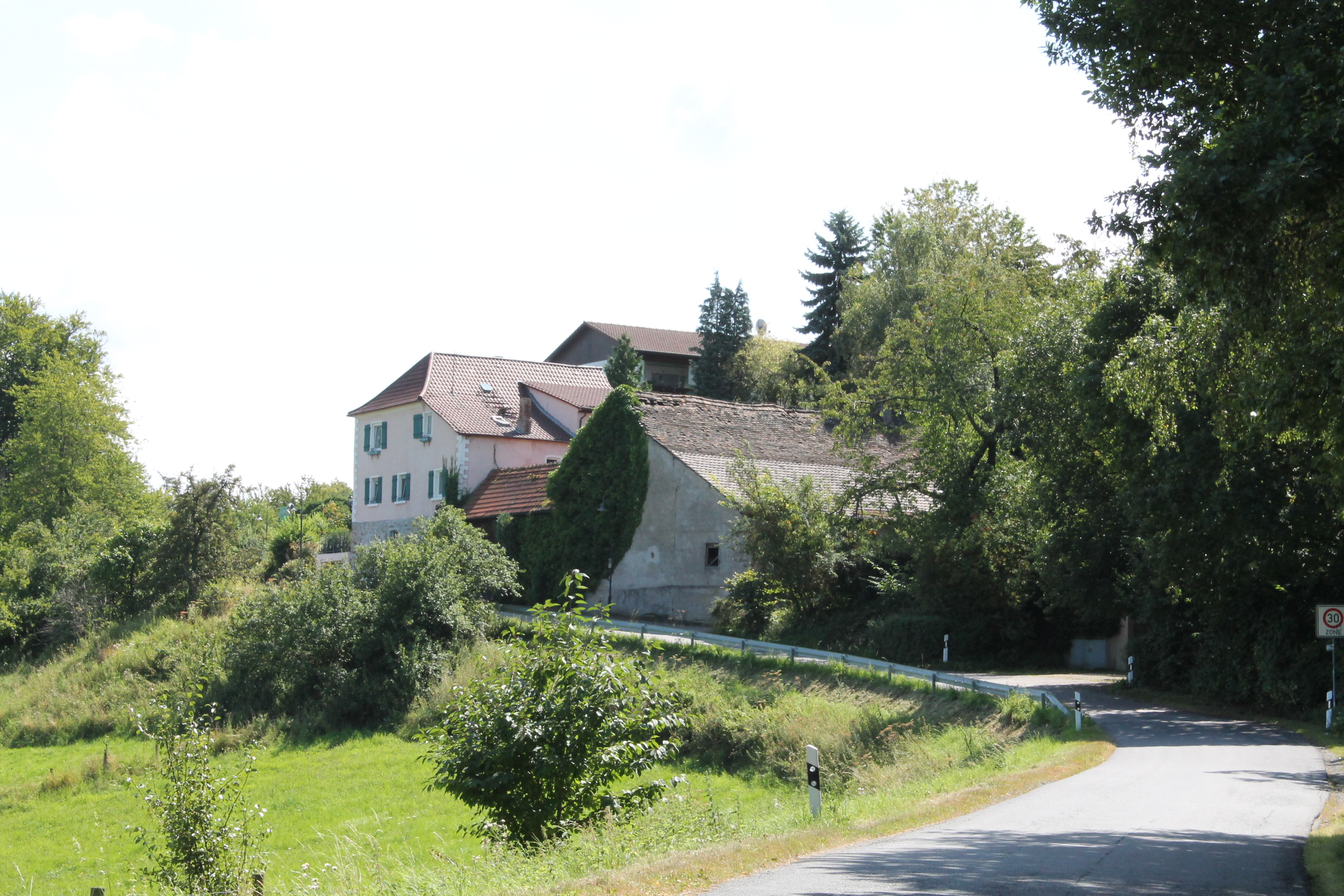
Blick auf Steigerts

Steigerts ist die kleinste Siedlung der Gemeinde Seeheim-Jugenheim im südhessischen Landkreis Darmstadt-Dieburg. Sie liegt im Südosten der Gemarkung Ober-Beerbach.

## Geographische Lage
Steigerts liegt von Wald umgeben im Naturpark Bergstraße-Odenwald an der Grenze von der Bergstraße zum Vorderen Odenwald.

## Geschichte
Steigerts wurde erst im Jahre 1772 besiedelt, als ein Siedler aus dem Besitz der Kirche ein Stück Land erwarb und sein Haus darauf erbaute.
Die Statistisch-topographisch-historische Beschreibung des Großherzogthums Hessen berichtet 1829 über Steigerts:

„Steigerts (L. Bez. Bensheim) Weiler: besteht aus 4 Bauernhöfen, und gehört zu Oberbeerbach.“

In den Jahren 1956 und 1961 wurde Steigerts als Wohnplatz von Ober-Beerbach ausgewiesen. Beim Zensus 2011 wurden 84 Einwohner gezählt.

## Regelmäßige Veranstaltungen
- Juli: Kerb[5]